# 周弘正
周弘正（496年—574年7月7日），字思行，汝南郡安城县人。东晋光禄大夫周顗之九世孙，周颙之孙。南梁、南陈官员。

## 生平
南齐建武三年出生，十歲時通《老子》、《周易》。 南梁晋安王萧纲为丹阳尹，引周弘正为主簿。出为邺令，周弘正丁母忧去职。服阕，历任曲阿县令、安吉县令。普通年间，梁武帝初置司文义郎，直寿光省，以周弘正为司义侍郎。累迁国子博士。
梁元帝稱其“亦一时之名士”。侯景之乱时，王僧辩讨伐侯景，周弘正与其弟周弘让自拔迎军，王僧辩得之甚喜，梁元帝遣使迎之。授黄门侍郎，直侍中省。不久迁左民尚书，寻加散骑常侍。太平元年（556年），授侍中，领国子祭酒，迁太常卿、都官尚书。
太平二年（557年）陈霸先受禅，建立南陈，授其太子詹事。天嘉元年（560年），迁侍中、国子祭酒，去长安迎陈顼（即陈宣帝）。三年（562年），自北周还，诏授金紫光禄大夫，加金章紫绶，领慈训太仆。陈废帝嗣位，领都官尚书，总知五礼事。仍授太傅长史，加明威将军。陈宣帝即位，迁特进，重领国子祭酒，豫州大中正，加扶。太建五年（573年）十月，授尚书右仆射，祭酒、中正如故。寻敕侍东宫讲《论语》、《孝经》。
太建六年，卒于官，年七十九岁。陈宣帝诏曰：“追远褒德，抑有恒规。故尚书右仆射、领国子祭酒、豫州大中正弘正，识宇凝深，艺业通备，辞林义府，国老民宗，道映庠门，望高礼阁，卒然殂殒，朕用恻然。可赠侍中、中书监，丧事所须，量加资给。”谥曰简子。所著《周易讲疏》十六卷，《论语疏》十一卷，《庄子疏》八卷，《老子疏》五卷，《孝经疏》两卷，《集》二十卷，行于世。
子周坟，官至吏部郎。

## 延伸阅读
[在维基数据编辑]
 《陳書/卷24》，出自姚思廉《陳書》